# Golden Raspberry Awards 2003
De Golden Raspberry Awards 2003 was het 24e evenement rondom de uitreiking van de Golden Raspberry Awards. De uitreiking werd gehouden op 28 februari 2004 in het Sheraton Hotel in Santa Monica, Californië voor de slechtste prestaties binnen de filmindustrie van 2003.
De film Gigli was de grote "winnaar" met zes prijzen en nominaties in de meeste categorieën. De film werd met acht nominaties gevolgd door The Cat in the Hat en From Justin to Kelly, een remake van Where the Boys Are, geïnspireerd op de televisieserie American Idol.

## Genomineerden en winnaars
| "Winnaar"* |

| Categorie                                                                                              | Nominaties |
| --- | ---------- |
| Slechtste film                                                                                         |            |
| Gigli (Columbia Pictures/Revolution Studios)                                                           |            |
| Charlie's Angels: Full Throttle (Columbia Pictures)                                                    |            |
| From Justin to Kelly (20th Century Fox)                                                                |            |
| The Real Cancun (New Line)                                                                             |            |
| The Cat in the Hat (Universal Pictures/DreamWorks)                                                     |            |
| Slechtste Acteur                                                                                       |            |
| Ben Affleck in Gigli, Daredevil, Paycheck                                                              |            |
| Ashton Kutcher in Just Married, My Boss's Daughter, Cheaper by the Dozen                               |            |
| Cuba Gooding jr. in Boat Trip, The Fighting Temptations, Radio                                         |            |
| Justin Guarini in From Justin to Kelly                                                                 |            |
| Mike Myers in The Cat in the Hat                                                                       |            |
| Slechtste Actrice                                                                                      |            |
| Jennifer Lopez in Gigli                                                                                |            |
| Angelina Jolie in Beyond Borders, Lara Croft Tomb Raider: The Cradle of Life                           |            |
| Cameron Diaz in Charlie's Angels: Full Throttle                                                        |            |
| Drew Barrymore in Charlie's Angels: Full Throttle                                                      |            |
| Kelly Clarkson in From Justin to Kelly                                                                 |            |
| Slechtste Mannelijke Bijrol                                                                            |            |
| Sylvester Stallone in Spy Kids 3-D: Game Over                                                          |            |
| Al Pacino in Gigli                                                                                     |            |
| Alec Baldwin in The Cat in the Hat                                                                     |            |
| Anthony Anderson in Kangaroo Jack                                                                      |            |
| Christopher Walken in Gigli, Kangaroo Jack                                                             |            |
| Slechtste Vrouwelijke Bijrol                                                                           |            |
| Demi Moore in Charlie's Angels: Full Throttle                                                          |            |
| Brittany Murphy in Just Married                                                                        |            |
| Kelly Preston in The Cat in the Hat                                                                    |            |
| Lanie Kazan in Gigli                                                                                   |            |
| Tara Reid in My Boss's Daughter                                                                        |            |
| Slechtste Filmkoppel                                                                                   |            |
| Ben Affleck en Jennifer Lopez in Gigli                                                                 |            |
| Ashton Kutcher en Brittany Murphy in Just Married of Ashton Kutcher en Tara Reid in My Boss's Daughter |            |
| Eric Christian Olsen en Derek Richardson in Dumb and Dumberer                                          |            |
| Justin Guarini en Kelly Clarkson in From Justin to Kelly                                               |            |
| Mike Myers en ofwel Thing One of Thing Two in The Cat in the Hat                                       |            |
| Slechtste Excuus voor een Film                                                                         |            |
| The Cat in the Hat (Universal Pictures/DreamWorks)                                                     |            |
| 2 Fast 2 Furious (Universal Pictures)                                                                  |            |
| Charlie's Angels: Full Throttle (Columbia Pictures)                                                    |            |
| From Justin to Kelly (20th Century Fox)                                                                |            |
| The Real Cancun (New Line)                                                                             |            |
| Slechtste Remake of Vervolg                                                                            |            |
| Charlie's Angels: Full Throttle (Columbia Pictures)                                                    |            |
| 2 Fast 2 Furious (Universal Pictures)                                                                  |            |
| Dumb and Dumberer: When Harry Met Lloyd (New Line)                                                     |            |
| From Justin to Kelly (20th Century Fox)                                                                |            |
| The Texas Chainsaw Massacre (New Line)                                                                 |            |
| Slechtste Regisseur                                                                                    |            |
| Bo Welch voor The Cat in the Hat                                                                       |            |
| Martin Brest voor Gigli                                                                                |            |
| Mort Nathan voor Boat Trip                                                                             |            |
| Robert Iscove voor From Justin to Kelly                                                                |            |
| De Wachowski's voor The Matrix Reloaded en The Matrix Revolutions                                      |            |
| Slechtste Scenario                                                                                     |            |
| Martin Brest voor Gigli                                                                                |            |
| Alec Berg, David Mandel en Jeff Schaffer voor The Cat in the Hat                                       |            |
| John August en Cormac Wibberley en Marianne Wibberley voor Charlie's Angels: Full Throttle             |            |
| Kim Fuller en From Justin to Kelly                                                                     |            |
| Robert Brener en Troy Miller voor Dumb and Dumberer: When Harry Met Lloyd                              |            |
| Governor's Award for Distinguished Under-Achievement in Choreography                                   |            |
| Travis Payne voor zijn werk voor From Justin to Kelly                                                  |            |